# Åkervristen
Åkervristen är en sjö i Västerviks kommun och Åtvidabergs kommun i Småland och ingår i Storåns huvudavrinningsområde. Sjön har en area på 1,47 kvadratkilometer och ligger 14 meter över havet. Sjön avvattnas av vattendraget Storån (Fallån).

## Delavrinningsområde
Åkervristen ingår i det delavrinningsområde (644410-152705) som SMHI kallar för Utloppet av Åkervristen. Medelhöjden är 75 meter över havet och ytan är 12,52 kvadratkilometer. Räknas de 40 avrinningsområdena uppströms in blir den ackumulerade arean 328,65 kvadratkilometer. Avrinningsområdets utflöde Storån (Fallån) mynnar i havet. Avrinningsområdet består mestadels av skog (67 %) och jordbruk (12 %). Avrinningsområdet har 1,58 kvadratkilometer vattenytor vilket ger det en sjöprocent på 12,6 %.